# Carretera general 4
Die CG 4 (katalanisch carretera general) ist eine Hauptverbindungsstraße in Andorra. Die 18 Kilometer lange Straße verbindet La Massana mit der Passhöhe Port de Cabús, 2328 m, auf welcher die asphaltierte Straße an der Grenze endet. Von dort führt ein unbefestigter Weg hinab in das spanische Dorf Tor.

## Galerie

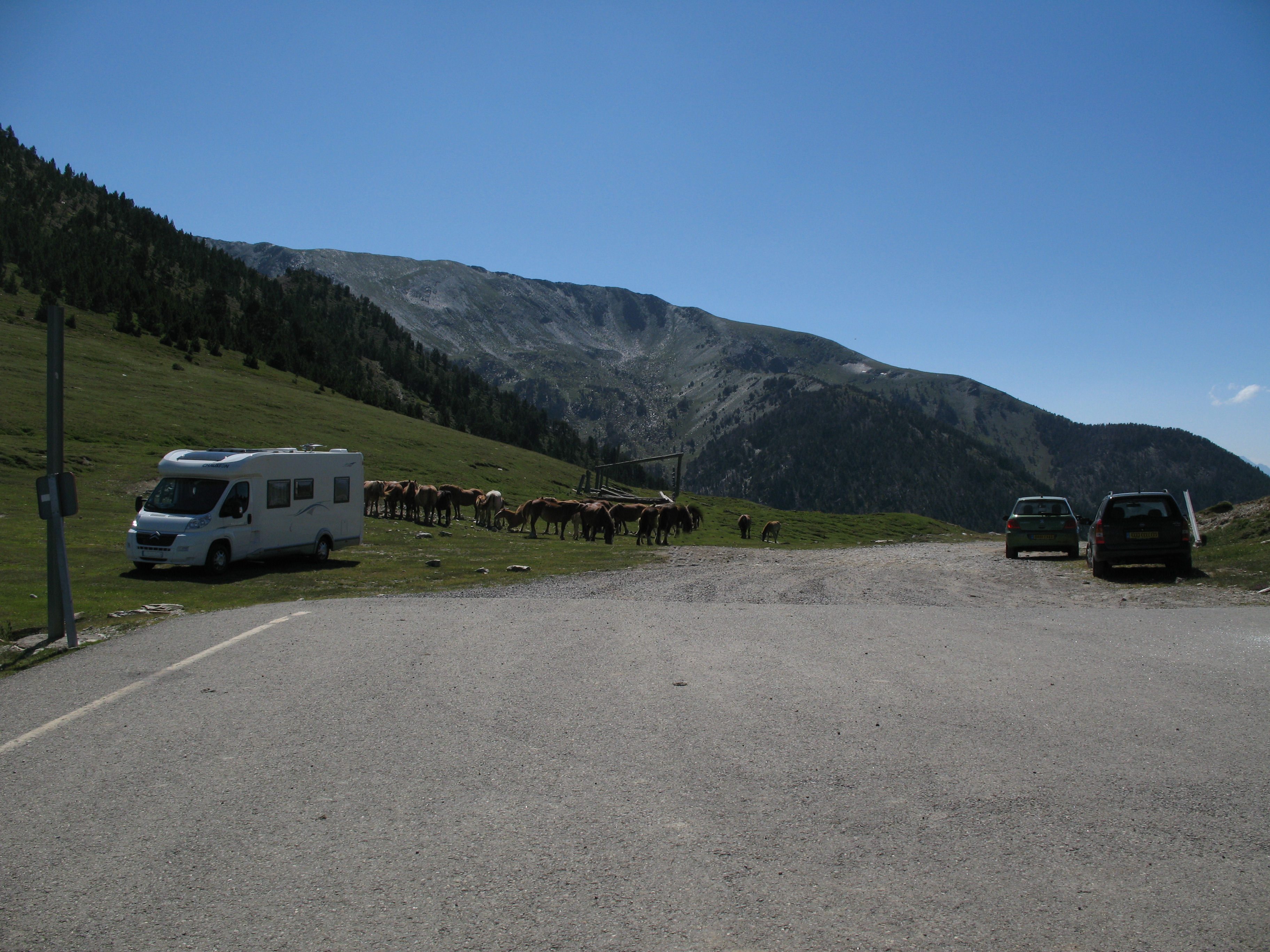
Das Ende der CG 4, der Grenzübergang nach Spanien